# Одрі Ламот
Одрі Ламот (англ. Audrey Lamothe, 1 січня 2005) — канадська синхронна плавчиня. Учасниця Чемпіонату світу з водних видів спорту 2022, де в технічній та
довільній програмі соло посіла, відповідно 10-те і 9-те місця.